# Aeroméxico Flight 498
Aeroméxico Flight 498 var en Douglas DC-9 som flög mellan Mexico City och Los Angeles. Planet mellanlandade i Guadalajara, Loreto, och Tijuana. Planet hade sex personer i besättningen och 58 passagerare ombord. När planet kom in för landning till Los Angeles kolliderade det med en Piper PA-28 Cherokee, vilket ledde till att planet störtade med nosen först. Det störtade i Cerritos, en förort till Los Angeles. Alla 64 ombord omkom, samt 15 personer på marken. Alla tre i Piper-planet dog också i olyckan.

## Kollision och krasch
Flight 498 gick in för landning och kontrolltornet noterade inte Piperplanet, så dess pilot fick använda landmärken för navigeringen mot Big Bear Lake. Utan förvarning körde Piperplanet på det större planets fena, Piperplanet störtade ner på Cerritos Elementary Schools tomma lekplats medan Flight 498 dök ner mot marken och slog ner i en bostad på Holmes Street och exploderade. Alla 64 ombord dog, plus 15 ytterligare på marken. 

### Sista ord
Flight 498:s sista kommunikation med Los Angeles torn är listad här:
| Tid      | Talande | Ord och översättning |
| -------- | ------- | --- |
| 11:51:44 | Torn    | Aeromexico four ninety eight maintain your present speed (Aeromexico 498 upprätthåll din nuvarande fart.)                                                                                              |
| 11:51:48 | Pilot   | Roger Aeromexico four ninety eight uh what speed do you want, we're reducing to two niner to one niner zero (Roger, Aeromexico 498, vad för fart vill du att vi ska ha? Vi saktar ner till 29 till 09) |
| 11:51:57 | Torn    | Okej, you can hold what you have sir, and we have a change in plans here, stand by (Okej, håll till vad du har, och vi ändrar planer här)                                                              |
| 11:52:00 | Pilot   | All right we'll maintain one nine --- nine zero (Uppfattat, vi kommer att upprätthålla 19 -- 90) |
| 11:52:06 | -       | ((Kollision sker)) |
| 11:52:10 | Kapten  | ### this can't be (#### det här kan inte vara.) |
| 11:52:32 | -       | ((Krasch)) |

## Passagerare och besättning på planen

### Flight 498
Det fanns 64 personer ombord på DC-9:an, varav 58 passagerare, tio av dem var barn. Piloterna var kapten Arturo Valdes Prom, 46, och andrepiloten Jose Hector Valencia, 26. Nationaliteterna av personerna ombord var:
| Nationalitet | Passagerare | Besättning | Totalt |
| ------------ | ----------- | ---------- | ------ |
| USA          | 36          | 1          | 37     |
| Mexiko       | 20          | 5          | 25     |
| Colombia     | 1           | 0          | 1      |
| El Salvador  | 1           | 0          | 1      |
| TOTALT       | 58          | 6          | 64     |

### N4891F
Ombord på Piperplanet fanns tre personer: William Kramer, hans dotter, och hans fru.

## Orsak

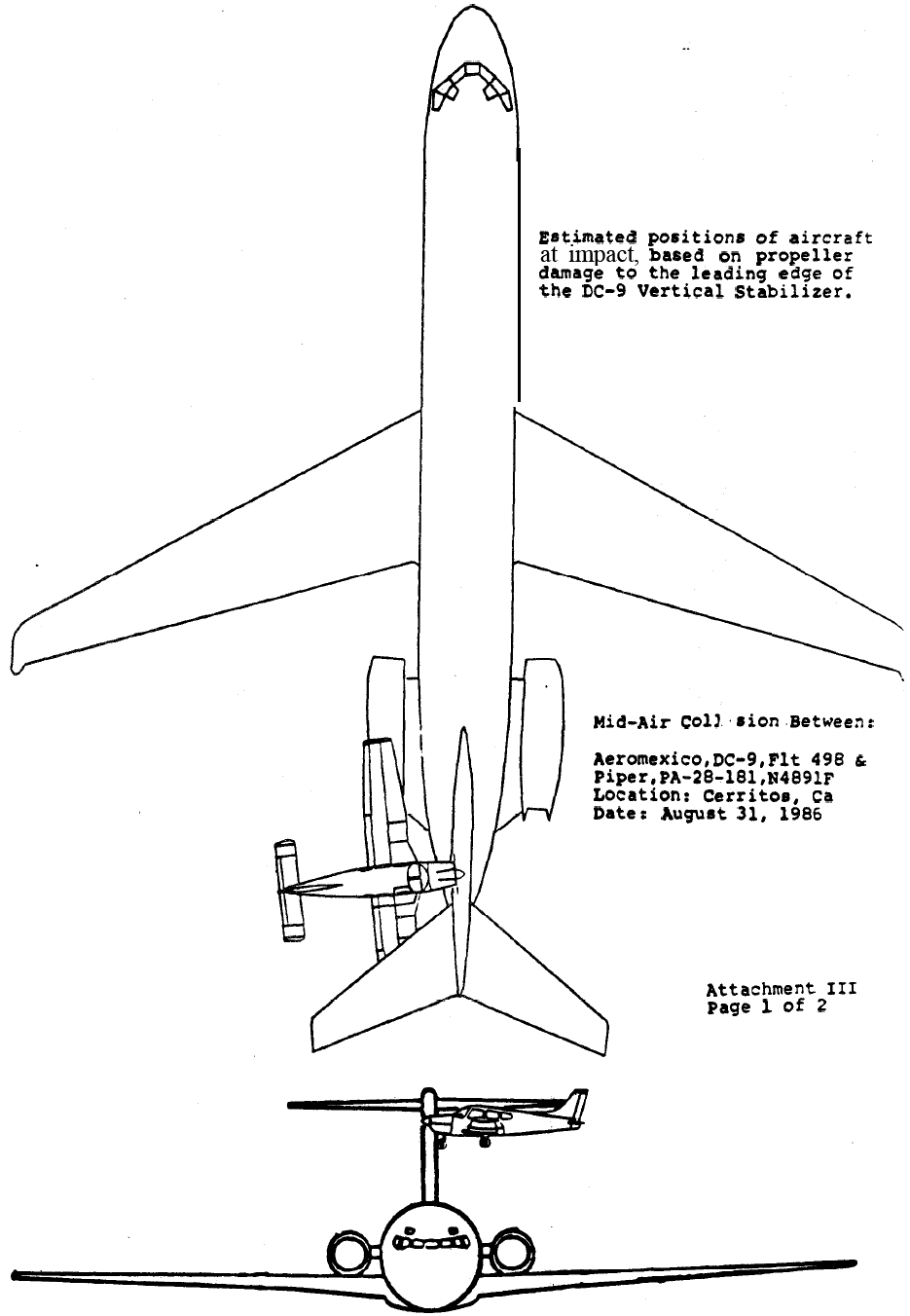
En illustration av när Piper planet kolliderar med Flight 498.

Kollisionen skedde på grund av pilotfel på Piperplanet. Flygplanen hade heller ingen avancerad transport kontroll (engelska: Advanced transportation controller, ATC), som varnar om ett plan är för nära. Efter kollisionen fick alla flygplan, inklusive alla småflygplan, ATC.

## Fotnoter